# 航空安全

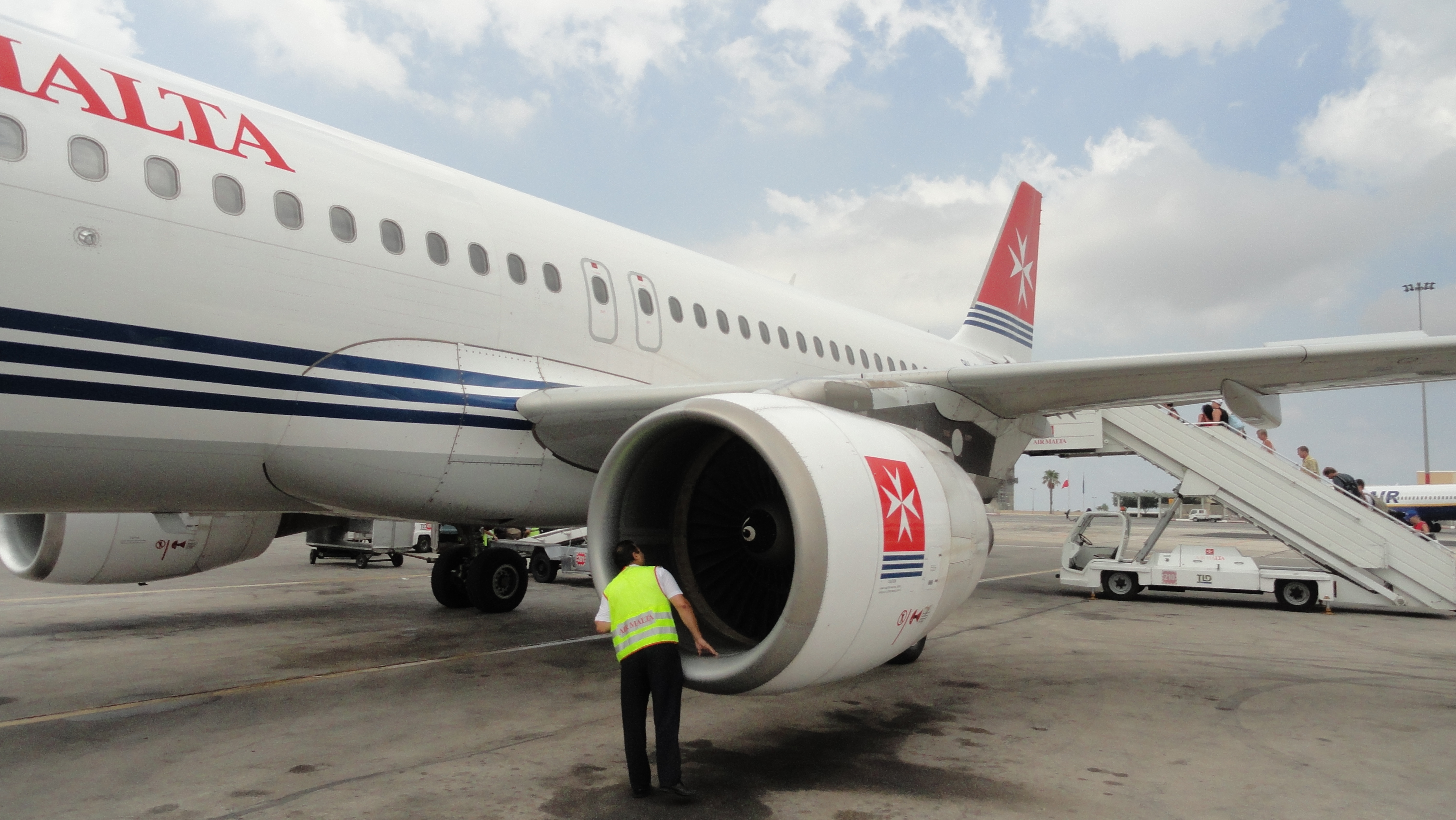
機体の点検

航空安全（こうくうあんぜん、英語: Aviation safety）は、「空の安全」とも呼ばれ、航空の安全に関係する事象の総称である。特に航空事故の防止等に関係する事象を指していう。日本の航空工学者・鈴木真二は、「航空機の歴史は飛行安全への獲得の歴史でもある」と述べている。

## 概要
世界的には近年、民間航空における死亡事故発生率は増加傾向にはないものの、航空機の発着回数の増加に伴い、航空事故等の発生件数そのものは今後増加していく可能性が指摘されている。そのため、国際民間航空機関(ICAO) は締約国が「State Safety Programme (SSP)」を導入することを国際的な標準とし、航空の安全性が向上することを期待する意向を示した。これを受け、国土交通省航空局 (航空安全当局) は、国際民間航空条約第19附属書に従い、「航空安全プログラム (SSP)」を平成25年10月に策定し、平成26年4月より導入した。これには、次のような目標があるという。

## 神社や寺院における航空安全
成田山新勝寺（成田国際空港）や穴守稲荷神社（東京国際空港）、飛行神社などの航空産業と関わりの深い社寺では、空の日や正月において、航空安全の祈祷式が執り行われている。航空神社という航空安全のための神社も各地に存在する。